# Szwabowie

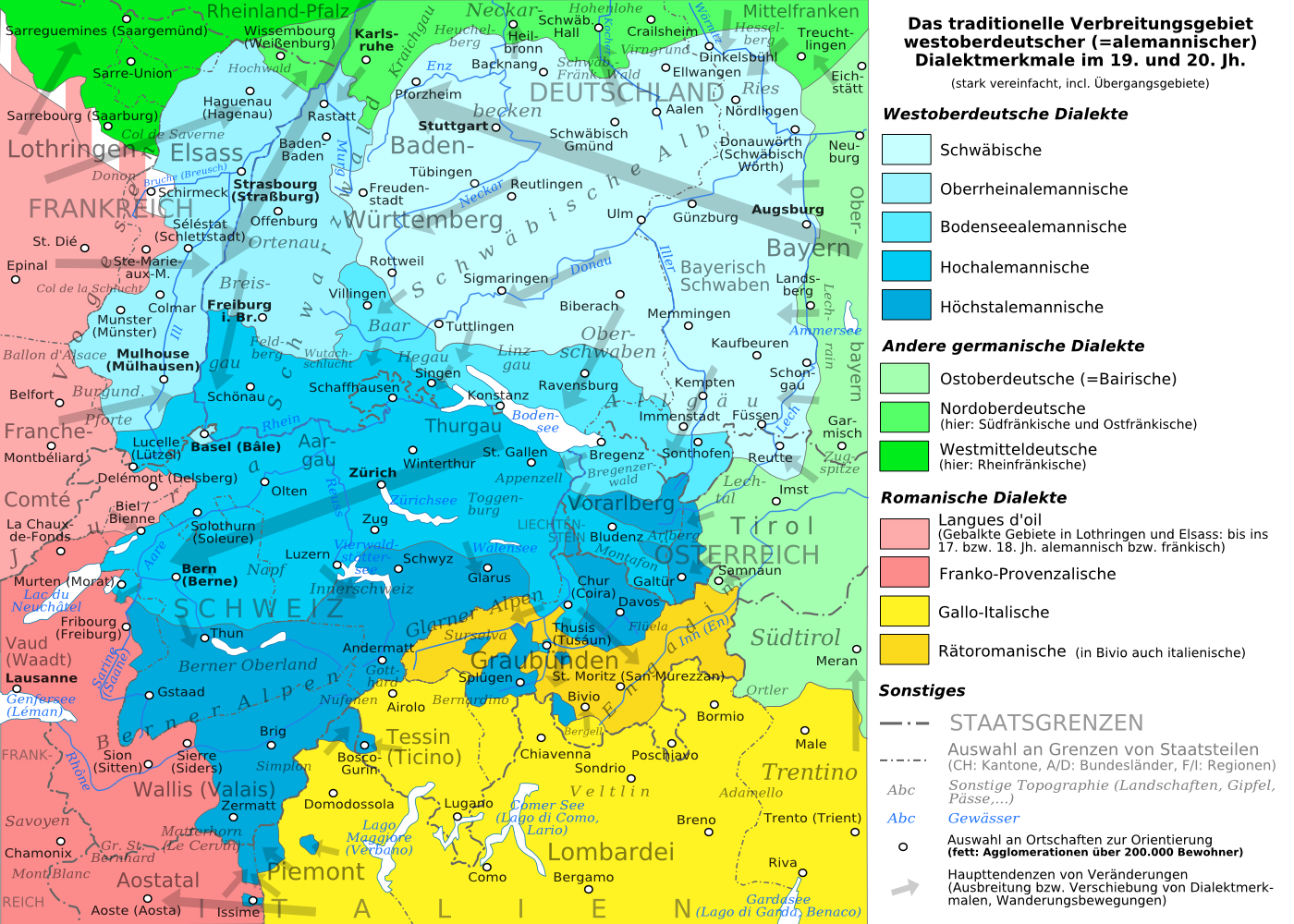
Dialekty alemańskie i szwabskie

Szwabowie (niem. Schwaben, staroniem. Suaben) – lud germański stanowiący pierwotnie część związku plemiennego Alamanów, mieszkańcy Szwabii, historycznego regionu leżącego w dzisiejszych południowych Niemczech, we wschodniej części kraju związkowego Badenia-Wirtembergia (dawna Wirtembergia i Hohenzollernsche Lande) (luteranie) oraz w zachodniej części Bawarii – obecnie Rejencja Szwabia (niem. Regierungsbezirk Schwaben) (katolicy).